# Monocentropus lambertoni
Monocentropus lambertoni är en spindelart som beskrevs av Fage 1922. Monocentropus lambertoni ingår i släktet Monocentropus och familjen fågelspindlar.
Artens utbredningsområde är Madagaskar. Inga underarter finns listade i Catalogue of Life.